# Fintel
Fintel är en kommun och ort i Landkreis Rotenburg i förbundslandet Niedersachsen i Tyskland.
Kommunen ingår i kommunalförbundet Samtgemeinde Fintel tillsammans med ytterligare fyra kommuner.